# Deutsche Kurzbahnmeisterschaften 2019
Die Internationalen Deutschen Kurzbahnmeisterschaften 2019 im Schwimmen fanden vom 14. bis 17. November 2019 zum vierten Mal in Folge in der Schwimm- und Sprunghalle im Europasportpark Berlin statt. Veranstalter und Ausrichter war der Deutsche Schwimm-Verband. Der Wettkampf diente gleichzeitig als Qualifikationswettkampf für die Kurzbahneuropameisterschaften 2019 in Glasgow. Neben sechs Staffelwettkämpfen wurden bei Männern und Frauen je 18 Einzeltitel vergeben, wobei Marius Kusch mit fünf Titeln (2 im Einzel und 3 in den Staffeln) der erfolgreichste Athlet dieser Meisterschaften war. Jeweils drei Einzeltitel sicherten sich Jessica Steiger und Florian Wellbrock. Für den sportlichen Höhepunkt sorgte Sarah Köhler mit ihrem neuen Weltrekord über 1500 Meter Freistil.

## Teilnehmer
Startberechtigt auf allen Einzelstrecken waren in der offenen Klasse nur die Sportler, die im Qualifikationszeitraum in der „Bestenliste“ des DSV die Qualifikationszeiten erreichten. Für die „Juniorenwertung“ (Jahrgänge 2001/2002 weiblich und Jahrgänge 2000/2001 männlich) und „JEM-Wertung“ (Jahrgänge 2003/2004 weiblich und Jahrgänge 2002/2003 männlich) war die Teilnehmerzahl auf 30 beschränkt. Der Qualifikationszeitraum ging vom 1. Dezember 2018 bis 3. November 2019. Für deutsche Athleten mit Startrecht für ausländische Vereine bzw. ausländische Schwimmer galt der Zeitraum vom 1. Dezember 2018 bis 27. Oktober 2019.
Bei den Staffeln waren je Wettkampfstrecke die 50 schnellsten Teams startberechtigt.
562 Schwimmer aus 156 Vereinen waren für 1726 Einzelstarts und 175 Staffeln angemeldet. Mit 20 Aktiven stellten die SG Neukölln Berlin und die Schwimmgemeinschaft Frankfurt national die zahlenmäßig größten Mannschaften. Aus dem Ausland gingen fünf Aktive aus Tschechien an den Start.

## Rekorde
Sarah Köhler stellte über 1500 Meter Freistil einen neuen Weltrekord auf.
Neue deutsche Rekorde stellten Sarah Köhler und Florian Wellbrock über 800 Meter Freistil sowie Isabel Marie Gose über 400 Meter Freistil auf. Der Mixed-Staffel der SG Essen gelang ein neuer deutscher Rekord für Vereinsstaffeln über 4-mal 50 Meter Freistil.
Deutsche Altersklassenrekorde der Jugend wurden 30-mal verbessert:
- Jahrgang 2000 – Altersklasse 19:
Angelina Köhler über 50 Meter Freistil (im Vorlauf und Finale), 50 Meter und 100 Meter Schmetterling (im Vorlauf und Finale)
- Jahrgang 2001 – Altersklasse 18:
Luca Nik Armbruster über 50 Meter Schmetterling, Anna Elendt über 50 und 100 Meter Brust
- Jahrgang 2002 – Altersklasse 17:
Artem Selin über 50 Meter Freistil (im Vorlauf und Finale), Sven Schwarz über 400 Meter (im Vorlauf und Finale), 800 und 1500 Meter Freistil, Maya Tobehn über 100 Meter Freistil, Isabel Marie Gose über 400 und 800 Meter Freistil, Malin Grosse über 200 Meter Brust, Celina Kühne über 50 Meter Rücken
- Jahrgang 2003 – Altersklasse 16:
Silas Beth über 400 Meter Freistil, Kirill Lammert über 200 Meter Schmetterling, Kim Herkle über 200 Meter Brust, Kim Kristin Krüger über 50 Meter Rücken (im Vorlauf und Finale) und Zoe Vogelmann über 100 Meter (im Vorlauf und Finale) und 200 Meter Lagen
- Jahrgang 2004 – Altersklasse 15:
Kellie Messel über 100 und 200 Meter Brust
- Jahrgang 2006 – Altersklasse 13:
Celina Springer über 50 Meter Rücken

## Deutsche Meister
| Disziplin               | Männer                                                                                 | Männer                                                                                 | Männer                                                                                 | Frauen                                                                                 | Frauen                                                                                 | Frauen   |
| Disziplin               | Name                                                                                   | Verein                                                                                 | Zeit                                                                                   | Name                                                                                   | Verein                                                                                 | Zeit     |
| ----------------------- | -------------------------------------------------------------------------------------- | -------------------------------------------------------------------------------------- | -------------------------------------------------------------------------------------- | -------------------------------------------------------------------------------------- | -------------------------------------------------------------------------------------- | -------- |
| 50 m Freistil           | Artem Selin                                                                            | Nübad-Flipper                                                                          | 00:21,55                                                                               | Lisa Höpink                                                                            | SG Essen                                                                               | 00:24,37 |
| 100 m Freistil          | Rafael Miroslaw                                                                        | SG HT16 Hamburg                                                                        | 00:47,73                                                                               | Annika Bruhn                                                                           | Neckarsulmer Sport-Union                                                               | 00:53,26 |
| 200 m Freistil          | Poul Zellmann                                                                          | SG Essen                                                                               | 01:44,60                                                                               | Annika Bruhn                                                                           | Neckarsulmer Sport-Union                                                               | 01:54,35 |
| 400 m Freistil          | Florian Wellbrock                                                                      | SC Magdeburg                                                                           | 03:40,83                                                                               | Isabel Marie Gose                                                                      | SV Nikar Heidelberg                                                                    | 03:58,91 |
| 800 m Freistil          | Florian Wellbrock                                                                      | DSV                                                                                    | 07:32,04                                                                               | Sarah Köhler                                                                           | SG Frankfurt                                                                           | 08:08,02 |
| 1500 m Freistil         | Florian Wellbrock                                                                      | SC Magdeburg                                                                           | 14:30,07                                                                               | Sarah Köhler                                                                           | DSV                                                                                    | 15:18,01 |
| 50 m Brust              | Max Ziemann                                                                            | Neckarsulmer Sport-Union                                                               | 00:26,64                                                                               | Anna Elendt                                                                            | DSW 1912 Darmstadt                                                                     | 00:30,52 |
| 100 m Brust             | Christian vom Lehn                                                                     | SG Bayer                                                                               | 00:58,38                                                                               | Jessica Steiger                                                                        | VfL Gladbeck                                                                           | 01:06,22 |
| 200 m Brust             | Maximilian Pilger                                                                      | SG Essen                                                                               | 02:07,52                                                                               | Jessica Steiger                                                                        | VfL Gladbeck                                                                           | 02:22,21 |
| 50 m Rücken             | Ole Braunschweig                                                                       | SG Neukölln Berlin                                                                     | 00:23,45                                                                               | Laura Riedemann                                                                        | SV Halle/Saale                                                                         | 00:27,10 |
| 100 m Rücken            | Christian Diener                                                                       | Potsdamer SV                                                                           | 00:50,77                                                                               | Laura Riedemann                                                                        | SV Halle/Saale                                                                         | 00:57,86 |
| 200 m Rücken            | Christian Diener                                                                       | Potsdamer SV                                                                           | 01:52,00                                                                               | Jenny Mensing                                                                          | SC Wiesbaden 1911                                                                      | 02:05,34 |
| 50 m Schmetterling      | Marius Kusch                                                                           | SG Essen                                                                               | 00:22,72                                                                               | Aliena Schmidtke                                                                       | SC Magdeburg                                                                           | 00:25,91 |
| 100 m Schmetterling     | Marius Kusch                                                                           | DSV                                                                                    | 00:50,21                                                                               | Angelina Köhler                                                                        | Hannover 96                                                                            | 00:56,95 |
| 200 m Schmetterling     | Ramon Klenz                                                                            | SG Neukölln Berlin                                                                     | 01:51,88                                                                               | Franziska Hentke                                                                       | SC Magdeburg                                                                           | 02:06,27 |
| 100 m Lagen             | Philip Heintz                                                                          | DSV                                                                                    | 00:52,91                                                                               | Jessica Steiger                                                                        | VfL Gladbeck                                                                           | 00:59,67 |
| 200 m Lagen             | Philip Heintz                                                                          | DSV                                                                                    | 01:54,25                                                                               | Zoe Vogelmann                                                                          | SV Nikar Heidelberg                                                                    | 02:08,97 |
| 400 m Lagen             | Marius Zobel                                                                           | SC Magdeburg                                                                           | 04:07,40                                                                               | Franziska Hentke                                                                       | SC Magdeburg                                                                           | 04:33,10 |
| 4 × 50 m Freistil       | SG Essen Wierling, Zellmann, Brock, Kusch                                              | SG Essen Wierling, Zellmann, Brock, Kusch                                              | 01:27,07                                                                               | SC Aqua Köln Wirz, Leyendecker, Vieth, Felsner                                         | SC Aqua Köln Wirz, Leyendecker, Vieth, Felsner                                         | 01:42,11 |
| 4 × 50 m Lagen          | SG Essen Kusch, Pilger, Wierling, Zellmann                                             | SG Essen Kusch, Pilger, Wierling, Zellmann                                             | 01:35,76                                                                               | Neckarsulmer Sport-Union Laemmler, Fischer, Weidner, Bruhn                             | Neckarsulmer Sport-Union Laemmler, Fischer, Weidner, Bruhn                             | 01:50,64 |
| 4 × 50 m Freistil Mixed | SG Essen Damian Wierling, Marius Kusch, Rosalie Kleyboldt, Lisa Höpink                 | SG Essen Damian Wierling, Marius Kusch, Rosalie Kleyboldt, Lisa Höpink                 | SG Essen Damian Wierling, Marius Kusch, Rosalie Kleyboldt, Lisa Höpink                 | SG Essen Damian Wierling, Marius Kusch, Rosalie Kleyboldt, Lisa Höpink                 | SG Essen Damian Wierling, Marius Kusch, Rosalie Kleyboldt, Lisa Höpink                 | 01:32,39 |
| 4 × 50 m Lagen Mixed    | Neckarsulmer Sport-Union Nadine Laemmler, Peter Stevens, Daniel Pinneker, Annika Bruhn | Neckarsulmer Sport-Union Nadine Laemmler, Peter Stevens, Daniel Pinneker, Annika Bruhn | Neckarsulmer Sport-Union Nadine Laemmler, Peter Stevens, Daniel Pinneker, Annika Bruhn | Neckarsulmer Sport-Union Nadine Laemmler, Peter Stevens, Daniel Pinneker, Annika Bruhn | Neckarsulmer Sport-Union Nadine Laemmler, Peter Stevens, Daniel Pinneker, Annika Bruhn | 01:42,03 |

1. ↑  deutscher Altersklassenrekord für 17-Jährige, den Artem Selin bereits im Vorlauf auf 00:21,68 min verbesserte.
2. 1 2 3  neuer DSV-Rekord
3. 1 2 3 4 5  wegen fehlender Qualifikationszeit, Wildcard und Start unter dem Deutschen Schwimm-Verband
4. ↑  neuer Weltrekord
5. ↑  deutscher Altersklassenrekord für 18-Jährige
6. ↑  neuer deutscher Altersklassenrekord für 19-Jährige, den Angelina Köhler bereits im Vorlauf auf 00:57,49 s verbesserte.
7. ↑  deutscher Altersklassenrekord für 16-Jährige
8. ↑  neuer DSV-Rekord für Vereinsstaffeln

## Randnotizen
In den Wettkämpfen wurden die Deutschen Juniorenkurzbahnmeister und -meisterinnen 2019 ermittelt.